# South Wales derby
South Wales derby är beteckningen för fotbollsmatcherna mellan de två walesiska storklubbarna Cardiff City och Swansea City Det senaste derbyt ägde rum den 8 februari 2014 i Premier League och slutade med en 3–0-vinst för Swansea. 